# Grote ani
De grote ani (Crotophaga major) is een vogel uit de familie van de Cuculidae (koekoeken).

## Verspreiding en leefgebied
Deze soort komt voor van oostelijk Panama tot noordelijk Argentinië.

## Status
De grootte van de populatie is in 2019 geschat op 0,5-5 miljoen volwassen vogels. Op de Rode lijst van de IUCN heeft deze soort de status niet bedreigd.  